# Piccola Tartaruga
Piccola Tartaruga o Michikinikwa in lingua Miami-Illinois (Indiana, 1747/52 – 14 luglio 1812) è stato un capo dei Miami ed uno dei più famosi capi guerrieri nativi americani del suo tempo.
Guidò i propri uomini in molte vittorie nei confronti degli Stati Uniti d'America negli anni 1790 nel corso della guerra indiana del Nord-Ovest, chiamata anche guerra di Piccola Tartaruga. Nel 1791 sconfissero il generale Arthur St. Clair che perse 600 uomini. Fu la sconfitta più grave mai inflitta dai nativi americani agli Stati Uniti.
Nei resoconti storici il suo nome fu scritto in molti modi, compresi Michikinikwa, Meshekunnoghquoh, Michikinakoua, Michikiniqua, Me-She-Kin-No, Meshecunnaquan e Mischecanocquah.

## Nome
Il nome 'Piccola Tartaruga' è una traduzione del nome in lingua miami-illinois, mihšihkinaahkwa. Nella sua lingua il nome indica una specie di testuggine, forse la testuggine palustre dipinta. Non esiste un diminutivo del suo nome in lingua miami-illinois.

## Biografia

### Gioventù
Vi sono poche prove per buona parte della vita di Piccola Tartaruga, e l'anno e luogo esatti della sua nascita non sono certi. Nacque subito prima o subito dopo il periodo in cui i suoi genitori abitarono nel villaggio Miami di Pickawillany, ovvero tra il 1747 ed il 1752. Alcuni storici indicano il 1752 come probabile anno di nascita, altri preferiscono il 1747. Nacque nello stato dell'Indiana, in un piccolo villaggio Miami sul Devils Lake o in uno grande noto come Turtletown.

### Carriera
Piccola Tartaruga fu scelto come capo guerriero della divisione Atchatchakangouen della tribù Miami per il coraggio mostrato in battaglia. Piccola Tartaruga se lo meritò nel corso della guerra d'indipendenza americana combattendo i francesi alleati dei patrioti. Nonostante fosse capo guerriero della principale divisione della tribù, Piccola Tartaruga non divenne mai capo tribù, che era un titolo ereditario.
Piccola Tartaruga divenne famoso come capo guerriero sconfiggendo l'avventuriero militare francese Augustin de La Balme. Nell'ottobre 1780 La Balme saccheggiò il principale villaggio Miami di Kekionga (odierna Fort Wayne) durante la propria campagna per attaccare i britannici a Detroit. Il 5 novembre 1780 Piccola Tartaruga attaccò il campo di La Balme lungo il fiume Eel, uccidendo lo stesso La Balme e 30 dei suoi uomini e ponendo fine alla campagna. La vittoria aumentò la reputazione di Piccola Tartaruga come capo guerriero e negli anni 1780 guidò numerose razzie contro gli insediamenti statunitensi in Kentucky, combattendo a fianco dei britannici. I Miami non erano uniti a favore degli inglesi: i Piankashaw sostennero i ribelli americani, mentre i Wea erano indecisi.

### Guerra di Piccola Tartaruga
Nel trattato di Parigi (1783) che pose fine alla guerra d'indipendenza americana, i britannici abbandonarono i loro alleati nativi e cedettero la terra compresa tra Appalachi e Mississippi agli Stati Uniti d'America. Gli americani consideravano propria la terra per diritto di conquista. Nonostante la creazione nel 1787 del Territorio del nord-ovest, iniziarono a dividere la terra a nord del fiume Ohio per la colonizzazione. I nativi che abitavano il territorio opposero resistenza e la violenza aumentò. I nativi formarono la Confederazione occidentale con l'obiettivo di mantenere il fiume Ohio come confine tra terre indiane e Stati Uniti. Piccola Tartaggua fu uno dei capi della confederazione che comprendeva gli Shawnee di Giacca Blu ed i Delaware di Buckongahelas. La guerra che ne seguì divenne nota agli storici come guerra indiana del Nord-Ovest, ma un tempo era nota come "guerra di Piccola Tartaruga".
Nel 1790 gli Stati Uniti inviarono una spedizione comandata dal generale Josiah Harmar e mettere fine alla guerra di confine. Dal momento che gli Stati Uniti avevano molte truppe dismesse dopo la guerra, avevano pochi professionisti da mandare in battaglia, una debolezza che Piccola Tartaruga ed altri capi sfruttarono al massimo. Nell'ottobre 1790 Piccola Tartaruga e Giacca Blu riportarono due vittorie contro gli uomini di Harmar. Questi successi convinsero gli indecisi capi Odawa e Wyandot ad unirsi alla confederazione.
Nel 1791 Piccola Tartaruga e Giacca Blu comandarono 1000 guerrieri e sconfissero una nuova spedizione americana, stavolta guidata dal generale Arthur St. Clair. Fu la peggiore sconfitta americana per mano indiana con 623 soldati uccisi e 258 feriti. Secondo la versione più popolare della storia, Piccola Tartaruga fu al comando dell'esercito che sconfisse St. Clair, anche se altri dicono che fu Giacca Blu il capo.
Il generale Anthony Wayne comandò una terza spedizione nel nordovest. I suoi uomini erano superiori in numero ed avevano appena frequentato un rigido addestramento. Dopo una prima esplorazione attaccarono Fort Recovery nel giugno del 1794. Piccola Tartaruga consigliò di negoziare invece di combattere, sottolineando che Wayne "non dorme mai". Secondo una storia diffusa cedette il comando a Giacca Blu mantenendo il controllo dei Miami. Il cognato di Piccola Tartaruga, William Wells, cambiò schieramento e fece da guida nella Legion of the United States. La confederazione composta da circa 1000 uomini fu sconfitta nella battaglia di Fallen Timbers. Questo scontro obbligò la confederazione a firmare il trattato di Greenville.

### Vecchiaia

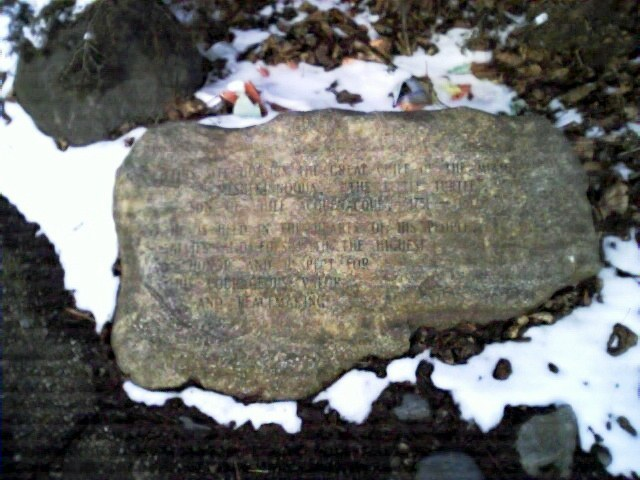
Lapide di Piccola Tartaruga, nei pressi della tomba di Fort Wayne

Piccola Tartaruga sostenne continuamente la cooperazione con gli Stati Uniti, rifiutando un'alleanza con il capo Shawnee Tecumseh. Nel 1797 si incontrò amichevolmente con George Washington, il quale gli regalò una spada cerimoniale. In questo viaggio conobbe anche il conte di Volney. Incontrò anche i presidenti John Adams e Thomas Jefferson. Con Jefferson discusse la necessità di introdurre l'agricoltura statunitense nella comunità Miami, nonostante alla fine fu la società quacchera di Baltimora ad inviare Philip Dennis per mostrare i metodi agricoli della East Coast.
Secondo una storia, lungo la strada per Filadelfia per incontrare Washington, Piccola Tartaruga incontro il generale Tadeusz Kościuszko che gli regalò una coppia di pistole con le istruzioni su come usarle contro "il primo uomo che sarebbe venuto a sottometterti".
Nel 1809 Piccola Tartaruga ebbe una rottura con altri capi Miami quando il governatore William Henry Harrison giunse a Fort Wayne per rinegoziare i termini del trattato. Piccola Tartaruga accettò rappresentanti Potawatomi alle negoziazioni e cooperò con Harrison, mentre altri capi, compreso il fratello Pacanne ed il nipote Jean Baptiste Richardville, gufo e Metocina si rifiutarono di vendere altra terra. Harrison fu obbligato a riconoscere i capi Mississinewa come veri rappresentanti dei Miami e dichiarare che Piccola Tartaruga non era un Miami.
Little Turtle si ritirò in un luogo nei pressi dell'odierna Columbia City (Indiana). Dopo l'assedio di Fort Wayne nel corso della guerra anglo-americana, il generale William Henry Harrison ordinò la distruzione di tutti i villaggi Miami nel raggio di due giorni di marcia da Fort Wayne. Potrebbe essersi trattato di una rappresaglia per i negoziati del 1809, ma i suoi uomini distrussero anche il villaggio di Piccola Tartaruga.
Piccola Tartaruga morì nel 1812 presso la casa del cognato William Wells, non lontano da Kekionga. Soffriva di gotta e reumatismi.

### Funerale e sepoltura
Per Piccola Tartaruga fu celebrato un funerale militare a Fort Wayne. Fu sepolto nell'antico terreno di sepoltura del suo popolo nei pressi di Spy Run.
Nel 1912 la sua tomba fu accidentalmente danneggiata durante degli scavi edilizi. La spada ed altri manufatti sepolti con lui furono trasferiti presso la Allen County-Fort Wayne Historical Society, ed i suoi resti furono nuovamente sepolti. Il sito fu accidentalmente scoperto da un costruttore edile a Lawton Place a Fort Wayne, ed il progetto della casa fu modificato. Un piccolo memoriale in pietra fu posto in questo luogo e recita:
Nel 1959 il sito fu acquistato dalle sorelle Smeltzly di Fort Wayne in modo da conservare gli sforzi pacifisti di Piccola Tartaruga "come esempio per le future generazioni". Donarono la terra alla città come parco pubblico "dedicato ai figli dell'America". Nel 1994 il memoriale fu migliorato con l'aggiunta di ulteriori lapidi e la fondazione di un gruppo per la sua manutenzione.

## Retaggio
Molti istituti dell'Indiana nordorientale hanno preso il nome di Piccola Tartaruga compreso Camp Chief Little Turtle (una riserva di Boy Scout nei pressi di Angola) e la Little Turtle Branch della biblioteca pubblica della contea di Allen.
A Columbus si trova un quartiere che prende il nome da Piccola Tartaruga (Little Turtle), così come una via chiamata "Little Turtle Court" ad Hamilton in Ohio.
Turtle Creek, a Turtlecreek Township nella contea di Warren, prende il nome da capo Piccola Tartaruga.
L'isola di Turtle nel lago Erie, situata sul confine tra Michigan ed Ohio, prende il nome da lui.